# Laplacetransformatie
De laplacetransformatie, genoemd naar Pierre-Simon Laplace, is een wiskundige techniek die wordt gebruikt voor het oplossen van lineaire integraal- en differentiaalvergelijkingen. In de elektrotechniek en regeltechniek is de laplacetransformatie een zeer nuttig gereedschap bij het doorrekenen van in- en uitschakelverschijnselen, oftewel niet-stationaire verschijnselen. De laplacetransformatie is een belangrijk voorbeeld van een integraaltransformatie.

## Definitie
Stel {\displaystyle f(t)} is een complexwaardige functie van de reële variabele {\displaystyle t}, gedefinieerd voor {\displaystyle t\geq 0}. Onder de laplacegetransformeerde van {\displaystyle f} verstaat men de functie {\displaystyle F}, gedefinieerd voor complexe {\displaystyle s} door:
{\displaystyle F(s)=\left({\mathcal {L}}f\right)(s)=\int _{0}^{\infty }e^{-st}f(t)\,\mathrm {d} t},
mits de integraal bestaat.
Omdat {\displaystyle f} in veel toepassingen een functie van de tijd is, wordt {\displaystyle f} wel de tijdfunctie genoemd. De laplacegetransformeerde {\displaystyle F} heet wel de beeldfunctie.

### Notatie
Voor de eenvoud van notatie schrijft men hier en in het vervolg soms:
{\displaystyle {\mathcal {L}}\{f(t)\}(s)} in plaats van {\displaystyle ({\mathcal {L}}f)(s)}
om duidelijk te kunnen aangeven welke functie {\displaystyle f} bedoeld wordt.

## Causale functies
De integratie wordt soms ook gerekend vanaf {\displaystyle -\infty } in plaats van 0. Er wordt dan stilzwijgend aangenomen dat {\displaystyle f} causaal is, wat inhoudt dat {\displaystyle f(t)=0} voor {\displaystyle t<0}. {\displaystyle f(t)} kan dan worden opgevat als een tijdsafhankelijke respons op een excitatie-functie die ook gelijk is aan nul voor {\displaystyle t<0}.

## Convergentie
De laplacegetransformeerde is niet altijd convergent (en dus niet altijd gedefinieerd): de laplacegetransformeerde van {\displaystyle f(t)} bestaat voor een bepaalde waarde van het complexe getal {\displaystyle s} als bovenstaande integraal convergeert voor deze waarde. Als de integraal convergeert voor een reëel getal {\displaystyle \sigma }, convergeert hij voor alle complexe getallen {\displaystyle s} met {\displaystyle \mathrm {Re} (s)>\sigma }. Het kleinste reële getal {\displaystyle \sigma } waarvoor de integraal convergeert voor alle {\displaystyle s} met {\displaystyle \mathrm {Re} (s)>\sigma } (indien dit bestaat) heet de convergentieabscis.
De laplacegetransformeerden van {\displaystyle f(t)=e^{i\omega t}} en zijn reële deel {\displaystyle f(t)=\cos t} zijn bijvoorbeeld niet convergent voor zuiver imaginaire {\displaystyle s}.
Voor de bruikbaarheid van de laplacetransformatie hoeft deze niet voor alle {\displaystyle s} te bestaan. De inverse transformatie biedt bijvoorbeeld keuzemogelijkheden wat betreft het integratiepad, zie hieronder.
De onderstaande formule
{\displaystyle {\mathcal {L}}\{e^{at}\}(s)={\frac {1}{s-a}}}
geldt bijvoorbeeld voor {\displaystyle \mathrm {Re} (s)>\mathrm {Re} (a)}.

## Inverse
De inverse laplacetransformatie kan via een complexe integraal gevonden worden. Voor {\displaystyle t\geq 0} is
{\displaystyle f(t)=({\mathcal {L}}^{-1}F)(t)={\frac {1}{2\pi i}}\int _{\gamma -i\infty }^{\gamma +i\infty }e^{st}F(s)\,\mathrm {d} s,\quad {\text{met }}\gamma >s_{0}},
mits in het oneindig {\displaystyle |F(s)|} naar 0 gaat ten minste zo snel als {\displaystyle |s^{-2}|}. {\displaystyle s_{0}} is het grootste reële deel van de singulariteiten van {\displaystyle F}, zodat het integratiepad binnen het convergentiegebied van {\displaystyle F} ligt, en de integraal voor {\displaystyle \gamma >s_{0}} niet van {\displaystyle \gamma } afhangt.
Vaak echter wordt de laplacegetransformeerde geschreven als een lineaire combinatie van laplacegetransformeerden van bekende functies. De oorspronkelijke functie is dan dezelfde lineaire combinatie van de betrokken bekende functies.
Als de laplacegetransformeerde een rationele functie is, kan deze door breuksplitsen geschreven worden als een som van bekende laplacegetransformeerden. Het eenvoudigste geval is dat waarbij de noemer geen complexe of meervoudige nulpunten heeft. De getransformeerde kan dan, met {\displaystyle \alpha _{1},\alpha _{2},\ldots } de reële nulpunten van de noemer,  geschreven worden als:
{\displaystyle ({\mathcal {L}}f)(s)={\frac {A}{s-\alpha _{1}}}+{\frac {B}{s-\alpha _{2}}}+\ldots },
zodat de gezochte inverse functie {\displaystyle f(t)} gevonden wordt als:
{\displaystyle f(t)=Ae^{\alpha _{1}t}+Be^{\alpha _{2}t}+\ldots }

### Voorbeeld
De getransformeerde van de functie {\displaystyle f} is gelijk aan
{\displaystyle ({\mathcal {L}}f)(s)={\frac {3s-2}{s(s-1)}}}
De nulpunten van de noemer zijn verschillend en reëel; breuksplitsing levert:
{\displaystyle {\frac {3s-2}{s(s-1)}}={\frac {2(s-1)+s}{s(s-1)}}={\frac {2}{s}}+{\frac {1}{s-1}}}
De originele functie is dus:
{\displaystyle f(t)=(2+e^{t})}, voor {\displaystyle t\geq 0}

## Eigenschappen
De volgende eigenschappen kunnen aangetoond worden (na substituties, merk op dat hierbij de integratiegrenzen niet aangepast dienen te worden):
- Lineariteit

{\displaystyle {\mathcal {L}}(af+bg)=a{\mathcal {L}}f+b{\mathcal {L}}g}
- Verschuiving in het tijd-domein

{\displaystyle {\mathcal {L}}\{f(t-a)\}(s)=e^{-as}F(s)}
waarbij indien {\displaystyle a>0}, {\displaystyle f(t-a)}  voor {\displaystyle t<a} op 0 gesteld wordt, en bij {\displaystyle a<0} voorwaarde is dat {\displaystyle f(t)=0} voor {\displaystyle t<a} (het verschuiven voegt niet binnen het domein vanaf 0 een stuk functie dat niet nul is toe, en laat ook niet een stuk functie dat niet nul is daaruit verdwijnen)
- Verschuiving in het laplace-domein

{\displaystyle {\mathcal {L}}\{e^{at}f(t)\}(s)=F(s-a)}
- Schaling in het tijd-domein

{\displaystyle {\mathcal {L}}\{f(at)\}(s)={\tfrac {1}{a}}F\left({\tfrac {s}{a}}\right)}
- Getransformeerde van de afgeleide

{\displaystyle {\mathcal {L}}(f')(s)=sF(s)-f(0)}
Indien {\displaystyle f(t)} niet continu is in {\displaystyle t=0}, dan is
{\displaystyle {\mathcal {L}}(f')(s)=sF(s)-f(0_{+})}
Als {\displaystyle f(t)} niet continu is in {\displaystyle t=a}, is
{\displaystyle {\mathcal {L}}(f')(s)=sF(s)-f(0)-e^{-as}\{f(a_{+})-f(a_{-})\}}
Algemeen voor hogere afgeleiden
{\displaystyle {\mathcal {L}}(f^{(n)})(s)=s^{n}F(s)-s^{n-1}f(0)-s^{n-2}f'(0)-\ldots -sf^{n-2}(0)-f^{n-1}(0)}
- Getransformeerde van de primitieve

{\displaystyle {\mathcal {L}}\left\{\int _{0}^{t}f(u)\,\mathrm {d} u\right\}(s)={\tfrac {1}{s}}F(s)}
- Getransformeerde van {\displaystyle t^{n}f(t)}

{\displaystyle {\mathcal {L}}\{t^{n}f(t)\}(s)=(-1)^{n}{\frac {\mathrm {d} ^{n}F(s)}{\mathrm {d} s^{n}}}=(-1)^{n}F^{n}(s)}
- Getransformeerde van {\displaystyle f(t)/t}

{\displaystyle {\mathcal {L}}\left\{{\frac {f(t)}{t}}\right\}(s)=\int _{s}^{\infty }F(u)\,\mathrm {d} u}
- Periodieke functies ({\displaystyle f(t)=f(t+T)})

{\displaystyle {\mathcal {L}}\{f(t)\}(s)={\mathcal {L}}\{f(t+T)\}(s)={\frac {1}{1-e^{-sT}}}\int _{0}^{T}e^{-st}f(t)\,\mathrm {d} t}
- Beginwaardestelling

{\displaystyle \lim _{t\to 0}f(t)=\lim _{s\to \infty }sF(s)}
- Eindwaardestelling

{\displaystyle \lim _{t\to \infty }f(t)=\lim _{s\to 0}sF(s)}
- Gedrag voor {\displaystyle s} naar oneindig

{\displaystyle \lim _{s\to \infty }({\mathcal {L}}f)(s)=0}
- Convolutiestelling (de Formule van Borel)

{\displaystyle ({\mathcal {L}}(f*g))(s)=({\mathcal {L}}f)(s)({\mathcal {L}}g)(s)}

## Verband met andere transformaties

### Fouriertransformatie
De continue fouriertransformatie is equivalent met de tweezijdige laplace-integraal, indien als argument {\displaystyle s=i\omega } genomen wordt:
{\displaystyle F(\omega )=({\mathcal {L}}f)(i\omega )=\int _{-\infty }^{+\infty }e^{-i\omega t}f(t)\,\mathrm {d} t}

## Laplacegetransformeerden van enkele functies
{\displaystyle {\mathcal {L}}\{a\}(s)={\frac {a}{s}}}
{\displaystyle {\mathcal {L}}\{at\}(s)={\frac {a}{s^{2}}}}
{\displaystyle {\mathcal {L}}\{at^{q}\}(s)=a\cdot {\frac {\Gamma (q+1)}{s^{q+1}}}} waarbij Γ staat voor de gammafunctie
{\displaystyle {\mathcal {L}}\{at^{n}\}(s)=a\cdot {\frac {n!}{s^{n+1}}}} waarbij {\displaystyle n\in \mathbb {N} }
{\displaystyle {\mathcal {L}}\{e^{at}\}(s)={\frac {1}{s-a}}}
{\displaystyle {\mathcal {L}}\{\sin(at)\}(s)={\frac {a}{s^{2}+a^{2}}}}
{\displaystyle {\mathcal {L}}\{\cos(at)\}(s)={\frac {s}{s^{2}+a^{2}}}}
{\displaystyle {\mathcal {L}}\{\sinh(at)\}(s)={\frac {a}{s^{2}-a^{2}}}}
{\displaystyle {\mathcal {L}}\{\cosh(at)\}(s)={\frac {s}{s^{2}-a^{2}}}}
{\displaystyle {\mathcal {L}}\{\ln(at)\}(s)=-{\frac {\gamma +\ln(s)-\ln(a)}{s}}} waarbij {\displaystyle \gamma } staat voor de constante van Euler.

### Laplacegetransformeerden van speciale functies
- Besselfuncties:

{\displaystyle {\mathcal {L}}\{J_{0}(at)\}(s)={\frac {1}{\sqrt {s^{2}+a^{2}}}}}
{\displaystyle {\mathcal {L}}\{J_{n}(at)\}(s)={\frac {({\sqrt {s^{2}+a^{2}}}-s)^{n}}{a^{n}{\sqrt {s^{2}+a^{2}}}}}}
- Errorfuncties:

{\displaystyle {\mathcal {L}}\{\operatorname {erf} (at)\}(s)={\tfrac {1}{s}}e^{{\tfrac {1}{4}}s^{2}a^{-2}}\operatorname {erfc} \left({\frac {s}{2a}}\right)}
- Sinus-, cosinus- en exponentiële integraal:

{\displaystyle {\mathcal {L}}\{\operatorname {Si} (at)\}(s)={\tfrac {1}{s}}\arctan \left({\frac {a}{s}}\right)}
{\displaystyle {\mathcal {L}}\{\operatorname {Ci} (at)\}(s)={\tfrac {1}{2s}}\ln \left({\frac {s^{2}+a^{2}}{a^{2}}}\right)}
{\displaystyle {\mathcal {L}}\{\operatorname {Ei} (at)\}(s)={\tfrac {1}{s}}\ln \left({\frac {s+a}{a}}\right)}
- Stapfunctie:

{\displaystyle {\mathcal {L}}\{u(t-a)\}(s)={\tfrac {1}{s}}e^{-as}}
- Dirac-deltafunctie:

{\displaystyle {\mathcal {L}}\{\delta (t)\}(s)=1}
{\displaystyle {\mathcal {L}}t\{\delta (t-a)\}(s)=e^{-as}}
- Entierfunctie:

{\displaystyle {\mathcal {L}}\left\{\left\lfloor {\frac {t}{a}}\right\rfloor \right\}(s)={\frac {e^{-as}}{s(1-e^{-as})}}}
met {\displaystyle \lfloor x\rfloor } de entierfunctie, dus het grootste gehele getal dat kleiner of gelijk is aan {\displaystyle x}.

## Verband met differentiaalvergelijkingen
Nemen we de volgende lineaire differentiaalvergelijking met constante coëfficiënten als voorbeeld ({\displaystyle x} is een bekende functie):
{\displaystyle a\,y''+b\,y'+c\,y=A\,x'+B\,x},
we transformeren de beide leden, waarbij alle beginvoorwaarden nul worden gekozen (de zogenaamde nultoestand, of zero state):
{\displaystyle a\,s^{2}\,Y(s)+b\,s\,Y(s)+c\,Y(s)=A\,s\,X(s)+B\,X(s)},
waaruit volgt: 
{\displaystyle Y(s)=H(s)X(s)={\frac {A\,s+B}{a\,s^{2}+b\,s+c}}X(s)}
hierbij is {\displaystyle H(s)} de overdrachtsfunctie. Aangezien {\displaystyle x} een bekende functie is, is ook zijn laplacegetransformeerde bekend, en daarmee ook de getransformeerde van {\displaystyle y}, {\displaystyle Y(s)}. We berekenen de inverse van {\displaystyle Y(s)}, en vinden de gezochte oplossing {\displaystyle y(t)}.
Maar ook indien de beginvoorwaarden niet nul zijn kan een lineaire differentiaalvergelijking met constante coëfficiënten via de laplacetransformatie worden opgelost. Voorbeeld:
{\displaystyle y'(t)+4\,y(t)=8}
met als beginvoorwaarde: {\displaystyle y(0)=1}.
De laplacetransformatie levert:
{\displaystyle s\,Y(s)-1+4\,Y(s)={\frac {8}{s}}}
Door hieruit {\displaystyle Y(s)} af te zonderen, en vervolgens de inverse laplacetransformatie te nemen vindt men de oplossing {\displaystyle y(t)}:
{\displaystyle y(t)=2-e^{-4t}}